# AEW×NJPW: Forbidden Door 2022
AEW×NJPW: Forbidden Door è stato un evento in pay-per-view di wrestling prodotto dalla All Elite Wrestling e dalla New Japan Pro-Wrestling. L'evento si è svolto il 26 giugno 2022 allo United Center di Chicago (Illinois), ed è stato il primo congiunto delle due federazioni. Si tratta del primo pay-per-view tenutosi in questa arena dopo Spring Stampede, evento prodotto dalla World Championship Wrestling nel 2000.

## Storyline
Nel febbraio 2021 la federazione di wrestling All Elite Wrestling iniziò una collaborazione con la giapponese New Japan Pro-Wrestling, con Kenta che fu il primo lottatore della federazione nipponica ad apparire nella programmazione AEW, nella puntata speciale di Dynamite Beach Break. Da allora i wrestler delle due federazioni hanno iniziato ad apparire negli eventi americani organizzati da entrambe. Il 15 aprile 2022 fu annunciato che uno show congiunto era in via d'organizzazione.
Nell'episodio del 20 aprile il presidente della AEW Tony Khan e quello della NJPW Takami Ohbari avrebbero dovuto fare un annuncio sulle rispettive federazioni, ma furono introdotti da Adam Cole, lottatore della AEW, che annunciò ufficialmente Forbidden Door, in programma per il 26 giugno 2022 allo United Center di Chicago. L'evento prese il suo nome dal termine che era spesso utilizzato dalla community e dalla stessa AEW per indicare collaborazioni con altre federazioni di wrestling. 
Nella puntata di Dynamite del 1º giugno CM Punk, fresco vincitore dell'AEW World Championship, lanciò una sfida ai lottatori della NJPW in vista dell'evento. A rispondere fu Hiroshi Tanahashi, che si propose come sfidante di Punk. Tuttavia nell'episodio del 3 giugno di Rampage Punk annunciò che avrebbe dovuto affrontare un intervento chirurgico e che sarebbe stato assente per alcuni mesi; la AEW annunciò che avrebbe incoronato un campione ad interim, che sarebbe stato decretato a Forbidden Door. Fu inoltre annunciata, per la puntata di Dynamite dell'8 giugno, una battle royal per decretare lo sfidante di Jon Moxley, in quel momento primo nel ranking della AEW; a sua volta il vincitore avrebbe ottenuto la qualificazione all'incontro di Forbidden Door per decretare il campione ad interim. Tramite i suoi social media la AEW annunciò inoltre che il vincitore dell'incontro tra Tanahashi e Hirooki Goto, che si sarebbe tenuto all'evento NJPW Dominion, sarebbe stato l'altro sfidante di Forbidden Door per il titolo ad interim. Nella puntata di Dynamite dell'8 giugno Kyle O'Reilly vinse la battle royal in apertura di puntata, ma fu sconfitto nel main event della serata da Moxley, che conquistò così la qualificazione per il pay per view. A Dominion, tenutosi il 12 giugno ad Osaka, Tanahashi sconfisse Goto, diventando così lo sfidante di Moxley.
Nella puntata di Dynamite dell'8 giugno Adam Page sconfisse David Finlay, nel suo primo incontro dopo aver perso il titolo contro CM Punk a Double or Nothing. Al termine dell'incontro Page sfidò Kazuchika Okada, detentore dell'IWGP World Heavyweight Championship ad un incontro titolato a Forbidden Door, venendo interrotto da Adam Cole, che ricordò a Page che Okada avrebbe potuto perdere il titolo prima dell'evento, dal momento che avrebbe dovuto difenderlo a Dominion contro Jay White. Il 12 giugno White sconfisse Okada conquistando il titolo e insultando Page al termine dell'incontro. Page rispose durante l'episodio di Dynamite del 15 giugno, venendo ancora una volta interrotto prima da Cole, desideroso anch'esso di un incontro titolato, poi da White, che attaccò entrambi affermando che non avrebbe difeso il suo titolo contro nessuno dei due. Nell'episodio successivo di Dynamite, del 22 giugno, Cole e White attaccarono a loro volta Page, venendo interrotti da Okada, al debutto in un evento AEW, che difese White mettendo in fuga i due. Successivamente nel corso della puntata la federazione ha annunciato che White avrebbe difeso il titolo in un 4-way match contro Okada, Page e Cole a Forbidden Door.
Nella stessa puntata di Dynamite dell'8 giugno la AEW annunciò la nascita di un nuovo titolo, l'AEW All-Atlantic Championship, un titolo secondario volto a "rappresentare i fan della federazione provenienti da oltre 130 nazioni", annunciando inoltre che quattro lottatori, da determinare attraverso incontri di qualificazione, avrebbero preso parte ad un match per decretare il campione inaugurale a Forbidden Door. Nella stessa puntata Pac sconfisse Buddy Matthews ottenendo la qualificazione, mentre nell'episodio del 15 giugno Miro sconfisse Ethan Page qualificandosi e Tomohiro Ishii sconfisse Clark Connors il 21 giugno all'evento New Japan Road, ottenendo anch'egli la qualificazione. L'ultimo a qualificarsi fu Malakai Black, che sconfisse Pentagon Jr. nell'episodio di Dynamite del 22 giugno. Il giorno successivo Ishii dovette rinunciare all'opportunità a causa di un infortunio, venendo sostituito da Connors.
Nell'episodio di Dynamite del 25 maggio Great-O-Khan e Jeff Cobb interrussero un incontro tra gli FTR (Cash Wheeler e Dax Harwood) e i Roppongi Vince (Trent Beretta e Rocky Romero) valido per il ROH World Tag Team Championship, attaccando entrambi i team. La settimana successiva Will Ospreay apparve per la prima volta a Dynamite insieme con altri suoi compagni appartenenti allo United Empire, attaccando Beretta e gli FTR. Nell'episodio del 10 giugno di Rampage Beretta e gli FTR vinsero un incontro a 6 uomini contro Ospreay, Mark Davis e Kyle Fletcher, mentre il 15 giugno, nella puntata speciale di Dynamite Road Rager, Ospreay disputò il suo primo incontro in singolo in AEW, sconfiggendo Harwood, attaccando nuovamente gli FTR e i Roppongi Vice al termine dell'incontro, venendo interrotto da Orange Cassidy. Nei giorni successivi la AEW ufficializzò per Forbidden Door un incontro tra Ospreay e Cassidy per l'IWGP United States Championship (detenuto dal primo) e un 3-way tag team match tra FTR, Roppongi Vince e United Empire (rappresentati da O-Khan e Cobb) con in palio i titoli ROH e l'IWGP Tag Team Championship.
Fin dall'annuncio dell'evento Zack Sabre Jr. ha lanciato la sfida a Bryan Danielson in numerose interviste.Tuttavia, a causa di un infortunio subito da Danielson durante Double or Nothing, Danielson era incapacitato a competere, confermandolo nell'episodio di Dynamite del 22 giugno, aggiungendo inoltre di aver trovato un rimpiazzo che potesse sfidare Sabre per lui a Forbidden Door.
In seguito all'incontro tenutosi a Double or Nothing, Eddie Kingston insieme con Santana e Ortiz proseguirono la loro faida con la Jericho Appreciation Society (JAS). Chris Jericho rifiutò inizialmente una rivincita, ma nel corso della puntata del 1º giugno di Dynamite Ortiz lo assalì alle spalle tagliandogli una ciocca di capelli, portando Jericho ad accettare un incontro e a sfidare lo stesso Ortiz in un hair vs hair match nella puntata successiva. Il 15 giugno a Dynamite Road Rager Jericho sconfisse Ortiz grazie all'aiuto di Fuego del Sol, che successivamente si rivelò essere Sammy Guevara mascherato e fresco di ricongiungimento con Jericho, e nella stessa puntata interruppe Moxley e Tanahashi, con i due che furono aggrediti da Lance Archer e El Desperado. Jericho annunciò che lui e Sammy avrebbero fatto team con Minoru Suzuki contro Kingston, Wheeler Yuta e Shota Umino, cadetto di Moxley in New Japan, in occasione di Forbidden Door.
Nell'episodio di Dynamite dell'8 giugno Thunder Rosa ha difeso con successo il suo AEW Women's World Championship contro Marina Shafir, che l'ha attaccata al termine dell'incontro. Toni Storm è intervenuta in soccorso della campionessa e al momento di restituire la cintura a Rosa, ha indugiato ammirando il titolo e lasciando presagire un incontro tra le due. Successivamente durante la puntata la AEW ha ufficializzato un incontro titolato tra le due a Forbideen Door.
Nel corso del mese di giugno Bobby Fish e Kyle O'Reilly hanno intrapreso una faida contro Darby Allin e Sting, che hanno portato ad un incontro tra Fish e Allin nella puntata di Rampage del 17 giugno. Quest'ultimo, dopo aver vinto, è stato aggredito da O'Reilly e salvato successivamente da Sting, in uno scontro che ha visto Fish infortunarsi. La settimana successiva a Dynamite O'Reilly e gli Young Bucks li hanno sfidati ad un incontro a Forbidden Door, insieme con il loro partner Hikuleo. Allin e Sting accettarono, scegliendo come partner Hiromu Takahashi e Shingo Takagi. Il 23 giugno è stato comunicato che O'Reilly avrebbe saltato l'evento per infortunio, venendo sostituito da El Phantasmo, mentre due giorni più tardi la AEW ha rivelato che anche Takahashi avrebbe dovuto saltare l'evento per febbre e che l'incontro sarebbe stato un trios match tra Sting, Allin e Takagi contro gli Young Bucks e El Phantasmo.

## Risultati
| #     | Match | Stipulazioni                                                                                   | Durata |
| ----- | --- | ---------------------------------------------------------------------------------------------- | ------ |
| BuyIn | Hirooki Goto e Yoshi-Hashi hanno sconfitto Aaron Solo e QT Marshall                                              | Tag team match                                                                                 | 8:53   |
| BuyIn | Lance Archer ha sconfitto Nick Comoroto                                                                          | Single match                                                                                   | 6:08   |
| BuyIn | Keith Lee e Swerve Strickland hanno sconfitto El Desperado e Yoshinobu Kanemaru                                  | Tag team match                                                                                 | 12:08  |
| BuyIn | Austin Gunn, Billy Gunn, Colten Gunn e Max Caster hanno sconfitto Alex Coughlin, DKC, Kevin Knight e Yuya Uemura | Eight-man tag team match                                                                       | 5:35   |
| 1     | Chris Jericho, Minoru Suzuki e Sammy Guevara hanno sconfitto Eddie Kingston, Shota Umino e Wheeler Yuta          | Six-man tag team match                                                                         | 18:58  |
| 2     | FTR hanno sconfitto Great-O-Khan e Jeff Cobb (c) e Rocky Romero e Trent Beretta                                  | Three-way tag team match per il ROH World Tag Team Championship e l'IWGP Tag Team Championship | 16:19  |
| 3     | Pac ha sconfitto Clark Connors, Malakai Black e Miro                                                             | Four-way match per l'AEW All-Atlantic Championship                                             | 15:10  |
| 4     | Darby Allin, Sting e Shingo Takagi hanno sconfitto El Phantasmo e The Young Bucks                                | Six-man tag team match                                                                         | 13:01  |
| 5     | Thunder Rosa (c) ha sconfitto Toni Storm                                                                         | Single match per l'AEW Women's World Championship                                              | 10:42  |
| 6     | Will Ospreay (c) ha sconfitto Orange Cassidy                                                                     | Single match per l'IWGP United States Championship                                             | 16:43  |
| 7     | Claudio Castagnoli ha sconfitto Zack Sabre Jr.                                                                   | Single match                                                                                   | 18:26  |
| 8     | Jay White (c) ha sconfitto Adam Cole, Adam Page e Kazuchika Okada                                                | Four-way match per l'IWGP World Heavyweight Championship                                       | 21:05  |
| 9     | Jon Moxley ha sconfitto Hiroshi Tanahashi                                                                        | Single match per l'interim AEW World Championship                                              | 18:14  |